# Clóvis Raposo
Clóvis Raposo (Clóvis de Figueiredo Raposo; * 30. Mai 1909 in João Pessoa; † 3. Mai 1963 in Rio de Janeiro) war ein brasilianischer Weitspringer.
Bei den Olympischen Spielen 1932 in Los Angeles wurde er Achter mit 6,43 m.
Seine persönliche Bestleistung von 6,96 m stellte er 1931 auf.